# Lelu
Lelu (рус. Игрушка) — второй студийный альбом финской певицы и автора-исполнительницы Санни Куркисуо, выпущенный 24 апреля 2015 года на лейбле Warner Music Finland. Песня 2080-luvulla (рус. 2080-е) стала визитной карточкой певицы.

## Список композиций
Все песни написала сама певица и её продюсер под псевдонимом Hank Solo.
| №   | Название                    | Длительность |
| --- | --------------------------- | ------------ |
| 1.  | «Lelu»                      | 3:45         |
| 2.  | «2080-luvulla»              | 4:17         |
| 3.  | «Pojat (с рэпером Tippa-T)» | 3:23         |
| 4.  | «Supernova»                 | 4:52         |
| 5.  | «Mitä jos ne näkee»         | 4:12         |
| 6.  | «Lapsi Heurekassa»          | 3:59         |
| 7.  | «Isin tyttö»                | 4:25         |
| 8.  | «Lauantai-iltana»           | 3:53         |
| 9.  | «Kokaiini»                  | 3:58         |
| 10. | «Soita mua (S&M)»           | 2:55         |